# Emily på Månegården

## Emily på Månegården
Oversat, forkortet og redigeret fra den engelske Wikipedia-side af Lea Thume den 6. april 2019.

Denne artikel handler om romanen. Der er også en Canadisk tv-serie, baseret på samme roman, samt en animeret japansk serie.

Forfatter Lucy Maud Montgomery

Land: Canada

Originalsprog: Engelsk

Serie: Emily-serien

Genre: børneroman.

Originaludgivelse:

Forlag:	Frederick A. Stokes (1923)

Emily på Månegården er første bog i en romanserie af Lucy Maud Montgomery om en forældreløs pige, der vokser op i Canada. Den minder om forfatterens Anne fra Grønnebakken-serie.

## Resume
På samme måde som hendes mere kendte Anne fra Grønnebakken-serie, bliver romanerne om Emily fortalt, set fra en ung forældreløs piges synspunkt. Emily Starr bliver opdraget af sine slægtninge efter at hendes far er død af tuberkulose.

Montgomery mente at Emily mindede meget mere om hende selv, end figuren Anne, og nogle af de hændelser, der sker i bogen, skete også for Montgomery selv. Emily blive beskrevet som sorthåret, med dyblilla øjne, elveragtige ører, bleg tein og et helt specielt og fortryllende "langsomt" smil.

Emily Starr bliver sent til Månegården på Prince Edward Island, hvor hun skal bo sammen med sine tanter Elizabeth og Laura Murray og hendes fætter Jimmy. Hun bliver ven med Ilse Burnley, Teddy Kent og Perry Miller, den hyrede dreng på gården, som tante Elisabeth ser ned på, fordi han var født i det fattige distrikt "Stovepipe Town".

Hver af børnene har en speciel gave. Emily var født til at blive forfatter, Teddy er en dygtig kunstner, Ilse er en talentfuld recitatrice. og Perry er en fremragende politiker in spe. De har også hver især problemer med deres familier. Emily har svært ved at komme ud af det med tante Elizabeth, der ikke forstår hendes behov for at skrive. Ilses far, Dr. Burnley ignorerer Ilse det meste af tiden på grund af en frygtelig hemmelighed, der drejer sig om Ilses moder. Teddys mor er jaloux over sin søns talent og hans venner, fordi hun frygter at hans kærlighed til dem, vil overskygge hans kærlighed til hende; som følge deraf hader hun Emily, Teddys tegninger og selv hans kæledyr. Perry har ikke nær så mange penge som de andre tre, så hans tante Tom [!] prøver på et tidspunkt at få Emily til at love at gifte sig med Perry, når de bliver voksne, imens hun truer med at medmindre Emily lover det, så vil hun ikke betale for Perrys skolegang.

Andre uforglemmelige karakterer er Dean "Jarback" Priest, en stille, mystisk kyniker, der ønsker sig noget, han frygter er for evigt uopnåeligt; den heftige mr. Carpenter, den knarvorne gamle skolelærer der er Emilys mentor og ærlige kritiker, når det angår at bedømme hendes historier og digte; Den "simple" fætter Jimmy, der fremsiger sine digte, når ånden tager ham; Tante Laura, der er den søde tante; og strikse, mistænksomme tante Ruth, der dog alligevel viser sig at være en uventet forbundsfælle, når der er problemer.

De tre romaner om Emily hedder:

Emily of New Moon (1923):

Emily på Månegården Arkiveret 6. april 2019 hos  Wayback Machine

Oversætter: Ida Elisabeth Hammerich

Forlag Høst (1992)

ISBN 87-14-19178-4

Emily Climbs (1925):

Emily Går sine egne veje Arkiveret 6. april 2019 hos  Wayback Machine

Oversætter: Ida Elisabeth Hammerich

Forlag Høst (1993)

ISBN 87-14-19188-1

Emily's Quest (1927):

Emily vinder lykken Arkiveret 6. april 2019 hos  Wayback Machine

Oversætter: Ida Elisabeth Hammerich

Forlag Høst (1994)

ISBN 87-14-19190-3

Serien følger Emily i hendes skoleår og hendes symbolske klatretur op ad den "kolde vej" til at blive en succesfuld forfatter. (Den kolde vej er en vending der har inspireret hende siden de tidlige år.) De senere bøger følger også Emily gennem flere romancer (der ikke er intime romancer) og igennem flere vovestykker. Emily er en heltinde der elsker skønheden i naturen og i kunsten, hun er loyal over for sine venner, tørster efter viden og har en passioneret begejstring over for sine skriverier.

Man kan læse mere om originalens lange levetid på den engelske Wikipedia-side. Den er nemlig kommet i utallige versioner på engelsk og er blevet oversat til følgende sprog... ifølge den engelske Wikipediaside:

```
   "Emily fra Månegården" (Danish)
   Kumkunen Emily(Emily Dreming)' and 'Emily, Chowon ew Bit (Emily, the Light on the Plain) (Korean)
   Emīlija no Jaunā mēness (Latvian)
   Pieni runotyttö (Finnish)
   Emilka ze Srebrnego Nowiu (Polish)
   Emily (Swedish)
   Emily, de la Luna Nueva (Spanish)
   Emily della Luna Nuova (Italy)
   Kawaii Emily (Japanese)
   Emilie de la Nouvelle Lune (French)
   Emily auf der Moon-Farm (German)
   Emily-Dokhtare Darrehaye Sabz (Persian)
   Emily z Nového Mesiaca (Slovak)
   Emily ở trang trại trăng non (Tiếng Việt)
   Emily katha thrithwaya (Sinhala)
```

Tv-film:

Romanerne er blevet bearbejdet til en Tv-serie af Salter Street Films og CBC Television in 1998. Serien blev filmet på Prince Edward island og brugte lokale børn.
I april 2007 blev serien bearbejdet til en animations-tv-serie i Japan, der hedder: Kaze no Shōjo Emily (Emily, The Wind Girl). Serien blev produceret af NHK og Tokyo Movie Shinsha.